# Barão (Rio Grande do Sul)
Barão, amtlich Município de Barão (deutsch Baron), ist eine Kleinstadt im brasilianischen Bundesstaat Rio Grande do Sul. Die Munizipalstadt liegt im Nordosten des Bundesstaates, ca. 80 km von der Hauptstadt Porto Alegre entfernt. Sie ist Teil der Region des Vale do Caí in der Serra Gaúcha.

## Allgemeines
Der Gemeindebezirk grenzt im Norden an Carlos Barbosa, im Osten an São Vendelino, im Südosten an Bom Princípio und Tupandi, im Süden an São Pedro da Serra, im Südwesten an Salvador do Sul und Poço das Antas, im Nordwesten an Boa Vista do Sul.
Er liegt auf einer Höhe von 642 m über dem Meeresspiegel und gehört zur Vegetationslandschaft der Mata Atlântica. Das Klima ist subtropisch.
Die Gemeinde hatte nach der Volkszählung 2010 5741 Einwohner, die Baronenser genannt werden. Sie steht nach Bevölkerungszahl an 246. Stelle in Rio Grande do Sul. Die Einwohnerzahl wurde nach der Schätzung des IBGE vom 1. Juli 2020 auf 6202 Bewohner anwachsend berechnet. Die Fläche beträgt 124,557 km² (2017); die Bevölkerungsdichte liegt bei 46 Personen pro km².
Mit 20 weiteren Gemeinden bildete sie von 1989 bis 2017 die geografisch-statistische Mikroregion Montenegro.

## Geschichte
Laut dem Historiker Ruben Neis leitet sich der Ortsname von dem portugiesischsprachigen Adelstitel des sächsisch-thüringischen Grafen Luiz Henrique Barão de Holleben her. Dieser war Eisenbahn- und Straßenbauingenieur in Südbrasilien und hatte sich von 1880 bis 1882 an einem Baustreckenposten zwischen den Siedlungen Salvador do Sul und Carlos Barbosa niedergelassen. Aus der Niederlassung ist der heutige Ort hervorgegangen, die Namensherkunft ist jedoch nicht unstrittig. Der Historiker Campos Neto nennt auch Chico Pedro Barão de Jacuí als möglichen Namensgeber.
Das Gebiet war Ende des 19. Jahrhunderts noch sehr dünn besiedelt. Eine Entwicklung setzte mit der Einwanderung von Deutschen und Italienern ein. Die ersten Familien trugen u. a. die Namen Mayer, Bäckenbach, Neuhaus, Stein, Schmitz, Koch, Ebeling, Blei, Schäfer, Neukamp und Selbach; sie stammten u. a. aus dem Rheinland, Sachsen und Südwestdeutschland. Bei den italienischen Einwanderern waren dies die Familien De Marchi, Blasetti, Dai Pra, Grando, Basso, Cerutti, Maragnon, Bedini, Cestari, Delazzari, Bassegio, Grespan und Costa. Es folgten in geringerer Zahl Immigranten aus der französischsprachigen Schweiz und Niederländer, ab Mitte des 20. Jahrhunderts kamen Portugiesen und Bolivianer hinzu. Prägend war seit der Einwanderung der Erhalt und die Pflege deutschen und italienischen Brauchtums.
Das Transportmittel für die landwirtschaftlichen Produkte wie den in der Gegend hergestellte Wein waren wegen der ungenügenden Verkehrsanbindung Ende des 19. Jahrhunderts noch der Ochsenkarren. 1889 errichtete ein Friedensrichter ein erstes Notariat. Anlässlich des Baus der Eisenbahnstrecke Porto Alegre nach Caxias do Sul wurden Schienen nach Barão verlegt und die dortige Bahnstation am 1. Dezember 1909 eingeweiht. Der Betrieb wurde 1979 eingestellt.
Das Gebiet gehörte ursprünglich zur Munizipalstadt São João de Montenegro, heute Montenegro, und bildete dort einen Distrikt, ab 1. Dezember 1914 erhielt der Ort den Status einer Vila (Kleinstadt). Nach einer Volksabstimmung wurde Barão ausgegliedert und erhielt am 12. Mai 1988 den Status eines Município, erster Stadtpräfekt wurde Valério José Calliari.
Barão ist stark deutschbrasilianisch geprägt.

## Stadtverwaltung
Stadtpräfekt (Exekutive) ist nach den Kommunalwahlen in Brasilien 2020 für die Amtszeit 2021 bis 2024 Jefferson Schuster Born, genannt Biriba, von den Progressistas (PPP), die Legislative liegt bei der Câmara Municipal, der Stadtverordnetenkammer, bestehend aus neun Abgeordneten.
Der Ort ist gleichzeitig Sitz des gleichnamigen Distrikts. Weitere Distrikte sind Arroio Canoas, Francesa Alta, General Neto und Francesa Baixa.

## Verkehr
Von Südosten herkommend führt die Bundesstraße BR-470 nach Barão.

## Wirtschaft
Auf dem hügeligen Land werden Agrarprodukte hergestellt: Gemüse, Obst und Käse. Die Feige ist ein Stadtsymbol. Auch die Schuhproduktion und orthopädische Materialien haben eine wichtige Bedeutung erlangt. Das BIP betrug 2008 63.141 Tsd. R$, pro Kopf 11.596 R$, und stieg 2018 auf 212.626 Tsd. R$ oder 34.635 R$ pro Kopf.